# Església de Sant Genís (Palau-solità i Plegamans)
Sant Genís de Plegamans és l'església parroquial de Palau-solità i Plegamans (Vallès Occidental). És una construcció dels anys 1942-1944, dirigida per l'arquitecte Isidre Puig i Boada, que va venir a substituir l'església parroquial romànica del mateix nom que havia estat destruïda durant la guerra civil espanyola. Les restes de l'antiga construcció forma part de l'Inventari del Patrimoni Arquitectònic de Catalunya.

## Descripció
És una església d'una sola nau, amb absis poligonal, de set cares. Exteriorment, la capçalera està decorada amb arcades apuntades cegues amb diferents obertures conformant les ornamentacions; aquestes obertures són en forma de rosetó en la part superior dels arcs i finestres estretes acabades en triangle, en grups de tres, a la part inferior. Aquest cos de l'edifici es complementa amb el deambulatori de l'església, que apareix al voltant de l'absis, seguint la mateixa estructuració amb set cares i grups de tres finestres d'arcs de mig punt en cadascuna d'elles. Totes les cobertes són a base de teula àrab, la de la nau central és a dues vessants, i cadascun dels cossos compta amb un tremujal. Al llarg de tota la sotateulada es troben unes fines motllures.

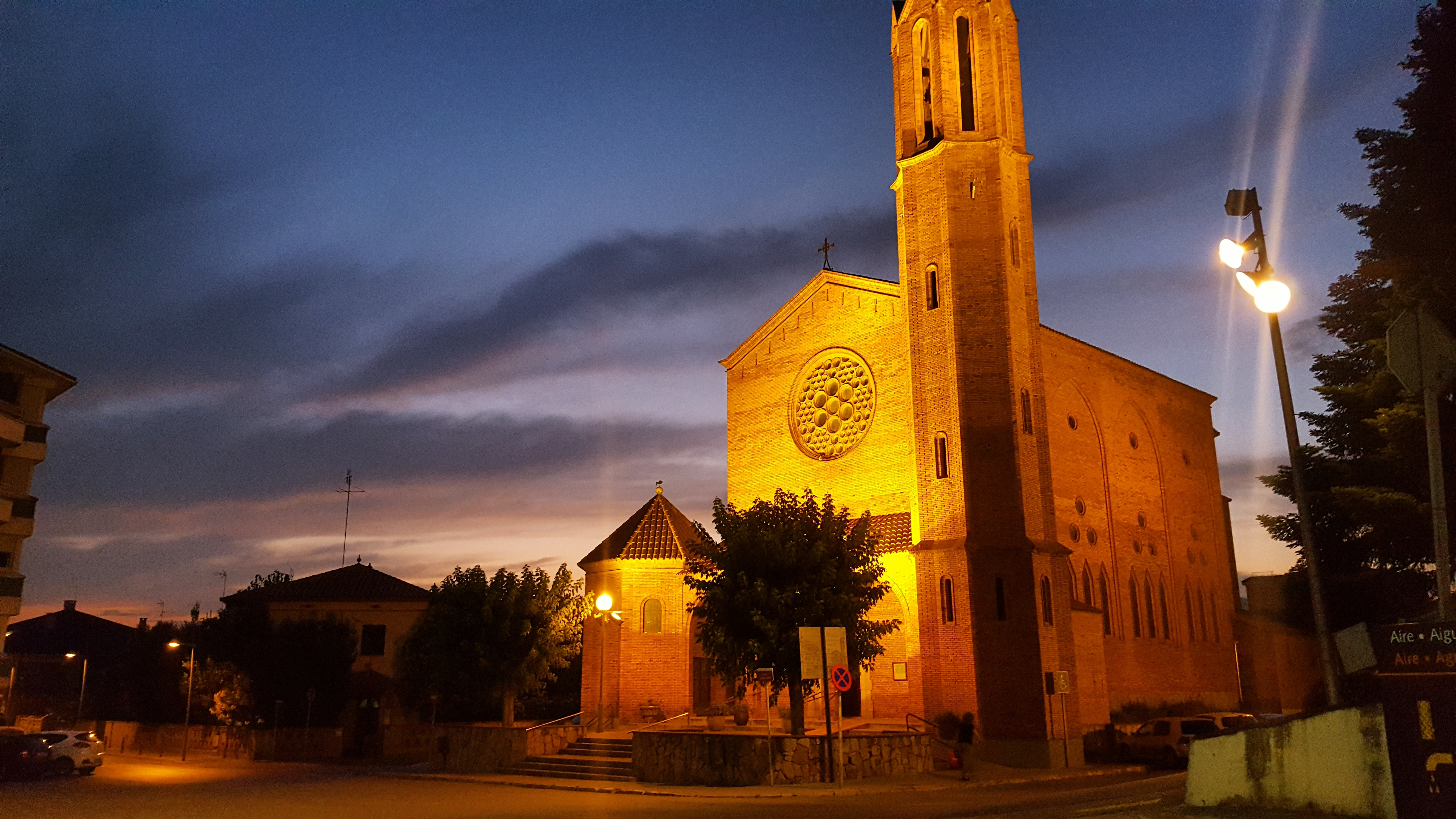
Església de Sant Genís de nit des de l'Av.Catalunya

A les façanes laterals el tractament dels murs és el mateix: gairebé pla, amb arcades cegues i obertures d'òculs i finestres. A la façana principal es pot veure una gran rosassa al centre, amb traceria de motius circulars, de diferents diàmetres. La portalada és estreta i d'arc apuntat; en el timpà es representa en pintura el rostre de Jesucrist. Davant hi ha un atri porticat amb tres arcs de mig punt i teulada inclinada. Jaume Busquets va pintar els frescos de l'absis.
Al cantó dret de la façana hi ha un campanar de planta poligonal, amb tres cossos. En el cos superior es troben grans finestrals allargats i la teulada acaba en punxa. A l'altre costat de la façana hi ha un edifici també poligonal però d'una sola planta.

## Història
Aquesta església es construí en substitució de l'antiga església ubicada al costat de Can Gordi, terme de Plegamans, en els seus orígens d'estil romànic. L'any 1936 va ser cremada i quedà totalment destruïda.
Es va edificar a l'indret de Cases Noves, entre els anys 1942 i 1944. La construcció del campanar és posterior a la de l'església (1992). La porxada que hi ha a la façana principal, amb teulada inclinada i tres arcs que protegeixen l'entrada i donen unitat al conjunt, és recent (1998).